# Flipper

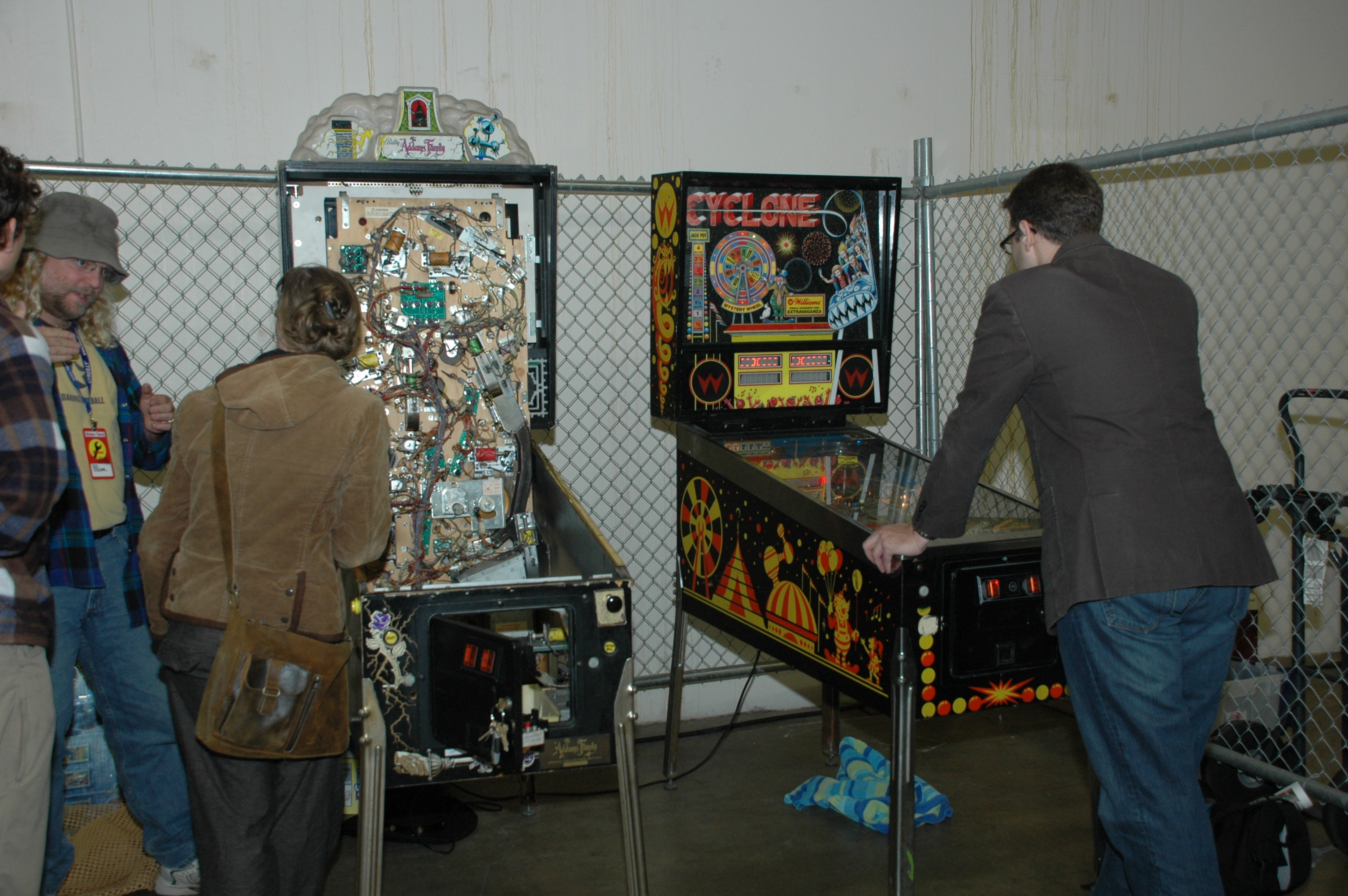
Flippery

Flipper (nazywany też pinballem lub bilardem elektrycznym) – automat do gry, w którym gracz za pomocą ruchomych łapek (z ang. flipper) odbija kulkę poruszającą się po nachylonej w jego kierunku planszy. Na samej planszy umieszczone są elementy, za których trafianie gracz zdobywa punkty. Gra kończy się, gdy metalowa kulka wpadnie określoną liczbę razy do otworu na dole planszy. Pierwszym flipperem był Triple Action, wyprodukowany w 1948 roku przez Steve'a Kordeka.

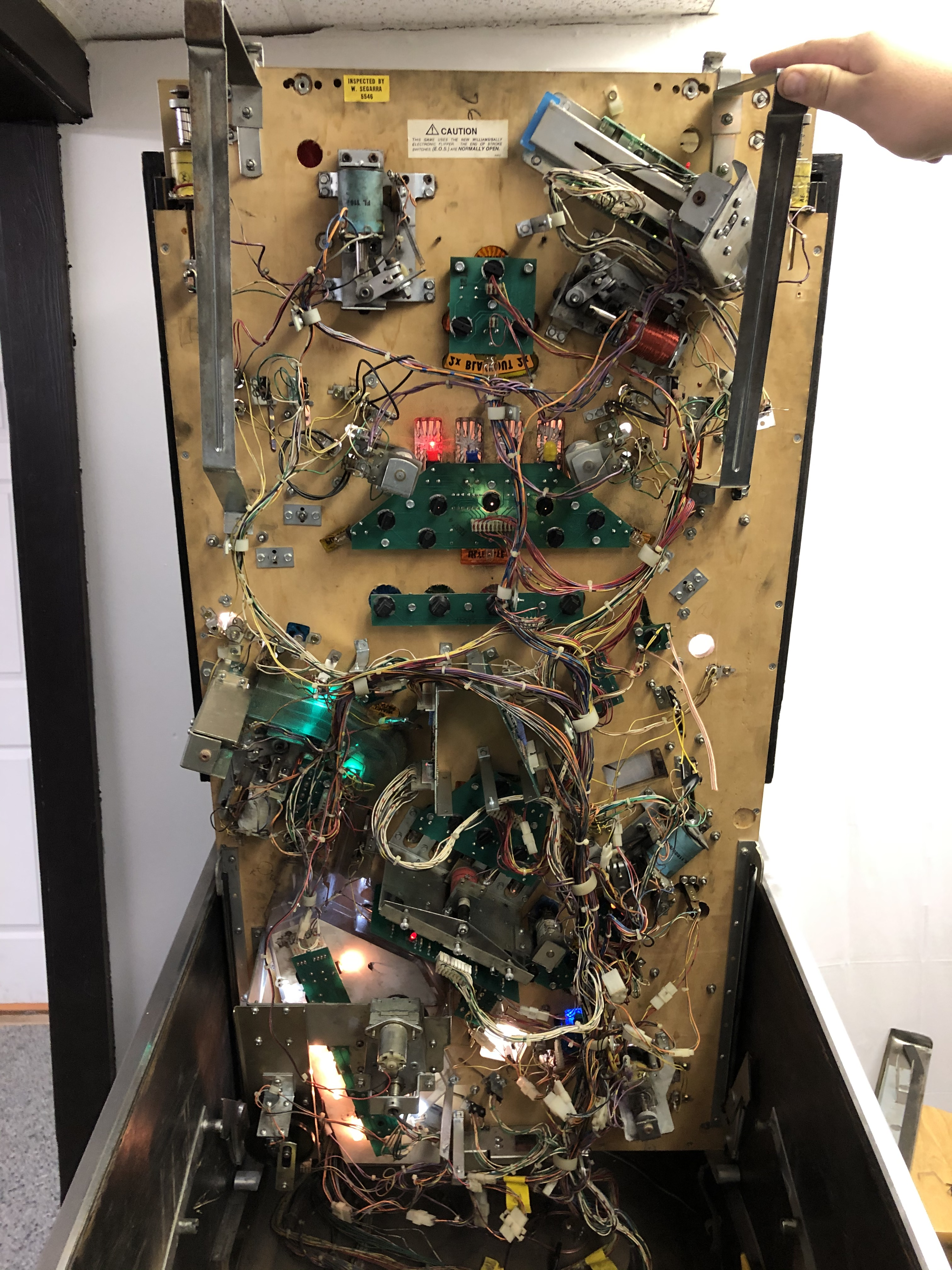
Elektryczno-mechaniczna budowa flipperów

Flippery są także symulowane za pomocą gier komputerowych, emulują prawdziwe maszyny tego typu albo tworzone są typowo na potrzeby danego komputera. Gra prowadzona jest zazwyczaj myszką bądź klawiaturą i należy w niej za pomocą dwóch (czasami więcej) flipperów utrzymać kulę jak najdłużej na stole, trafiając przy tym w różne cele (np. tarcze, otwory, rampy, tunele itp., zdobywając przy tym jak najwięcej punktów).
Pierwsze tego typu gry pojawiły się już na komputery 8-bitowe. Były one zazwyczaj bardzo proste, gdzie akcja toczyła się na jednej planszy, która wypełniała cały ekran (Pinball Factory). Z czasem w kolejnych grach pojawiła się funkcja przewijania ekranu pozwalająca na projektowanie plansz większych od jego rozmiarów. Tytułami, które znacząco wpłynęły na gatunek pinballi, były Pinball Dreams, Pinball Fantasies i Pinball Illusions autorstwa 21st Century Entertainment Ltd. z dynamiczną akcją i nowoczesną oprawą graficzną. Pinball jest także jedną z gier dostępnych standardowo w wielu wersjach systemu Windows.